# Округ Форест (Висконсин)
Форест (енгл. Forest County) је округ у америчкој савезној држави Висконсин.

## Демографија
По попису из 2010. године број становника је 9.304, што је 720 (-7,2%) становника мање него 2000. године.
| Група             | 2000.         | 2010.         |
| Белци             | 8.570 (85,5%) | 7.646 (82,2%) |
| Афроамериканци    | 118 (1,2%)    | 76 (0,8%)     |
| Азијати           | 17 (0,2%)     | 13 (0,1%)     |
| Хиспаноамериканци | 108 (1,1%)    | 138 (1,5%)    |
| Укупно            | 10.024        | 9.304         |